# Борис Георгиев (икономист)
Вижте пояснителната страница за други личности с името Борис Георгиев.
Борис Георгиев е магистър по икономика в университета „Орхус“ в Дания.
През 2013 г. печели първо място на престижната световна студентска награда „Най-добра дипломна работа по икономика 2013“ на организацията „Световна международната атлантическа икономическа асоциация“ (на английски: International Atlantic Economic Society). Достига до финала на 12 октомври във Филаделфия, САЩ, сред 4-те най-добри научни разработки в конкуренция с много кандидати от университети от целия свят, като този в Станфорд, в Калифорния - Бъркли и в Сан Диего. През 2012 г. е достигнал до 2-ро място на този конкурс. Той е единствения българин достигнал до финала.
Темата на дипломната работа е за и оптимизирането на финансови портфолиа чрез разработване и прилагане на нов оптимизационен модел с две алтернативни стратегии за инвестиране на капиталовите пазари, които демонстрират по-добра доходност. Тя ще бъде публикувана в известния „Атлантически икономически журнал“.